# Diocese do Porto
A Diocese do Porto (Dioecesis Portugallensis) é uma diocese da Igreja Católica em Portugal. É sufragânea da Arquidiocese de Braga. Sua sé no Porto fica na região Norte, e é a segunda maior cidade de Portugal.
Por doação de D. Teresa, datada de 1120, ao bispo D. Hugo e seus sucessores, os bispos do Porto detiveram o senhorio de juro e herdade, com jurisdição temporal, da cidade do Porto e seu termo. Em 1123 D. Hugo concedeu foral à cidade do Porto. A cidade voltou a ser pertença da Coroa em 1406, no reinado de D. João I.

## Breve nota histórica e geográfica
Suas origens remontam ao séc. IV. Um bispo de nome Viator assina as atas do II Concílio de Braga (572), como bispo de Magneto (hoje aceito como se tratando de Meinedo), no atual concelho português de Lousada. O III Concílio de Toledo (589), que reunifica a península sob fé nicena, já depois do triunfo dos visigodos sobre os suevos, testemunha a existência de dois bispos portucalenses: o niceno Constâncio e o ariano Argiovito. Este, se tendo convertido ali à fé nicena, terá permanecido como único bispo à morte de Constâncio.
A atual diocese está situada ao Norte do País, ao longo do litoral atlântico, prolonga-se em direcção ao interior pela margem esquerda do Rio Ave e Vizela, até ao vale do Tâmega (inclusive), e é limitada a Sul pelo vale do Rio Douro, que ultrapassa na faixa litoral e coincide em grande parte com a província do Douro Litoral.
A Diocese do Porto, sufragânea da Arquidiocese de Braga, tem uma área de 3 010 km². Engloba 26 concelhos, 17 dos quais pertencem ao distrito do Porto, oito ao distrito de Aveiro e um ao distrito de Braga. Tem quatro regiões pastorais, 22 vigararias e 477 paróquias. A população da diocese é de, aproximadamente, 2 milhões de pessoas.

## Administração

### Bispos de Portucale
1. Viator (572-585)
2. Constâncio (585-589) (bispo católico)
3. Argiovito (585-610) (abjurou o Arianismo, em 589, durante o III Concílio de Toledo)
4. Argeberto (?)
5. Ansiulfo (633, 638)
6. Flávio (656)
7. Froárico (675, 683, 688)
8. São Félix Torcato ou São Torcato Félix (693) (também Arcebispo de Braga)
9. Justo (873, 881)
10. Gomado (908, 912)
11. Hermógio (912, 924)
12. Froarengo (?)
13. Ordonho 931
14. Nónego (1025)
15. Sesnando (1049-1070)
16. Pedro (1075-1091) (também Arcebispo de Braga)

### Bispos do Porto[1]
1. D. Hugo (1114-1136), 1.º Senhor do Porto
2. D. João (I) Peculiar (1136-1138), 2.º Senhor do Porto, depois arcebispo de Braga
3. D. Pedro (I) Rabaldes (1138-1145), 3.º Senhor do Porto
4. D. Pedro (II) Pitões (1145-1152), 4.º Senhor do Porto
5. D. Pedro (III) Sénior (1154-1175), 5.º Senhor do Porto
6. D. Fernando (I) Martins (1176-1185), 6.º Senhor do Porto
7. D. Martinho (I) Pires (1185-1189), 7.º Senhor do Porto
8. D. Martinho (II) Rodrigues (1190-1235), 8.º Senhor do Porto (envolvido em controvérsias com Sancho II de Portugal)
9. D. Pedro (IV) Salvadores (1235-1247), 9.º Senhor do Porto (envolvido em controvérsias com Sancho II de Portugal)
10. D. Julião Fernandes (1247-1260), 10.º Senhor do Porto
11. D. Vicente Mendes (1261-1296), 11.º Senhor do Porto
12. D. Sancho Pires (1296-1300), 12.º Senhor do Porto
13. D. Geraldo Domingues (1300-1308), 13.º Senhor do Porto, depois bispo de Évora
14. D. Frádulo ou Trédulo (1308-1309), 14.º Senhor do Porto
15. D. Frei Estêvão Miguéis (1310-1312), 15.º Senhor do Porto, depois bispo de Lisboa
16. D. Fernando (II) Ramires (1313-1322), 16.º Senhor do Porto
17. D. João (II) Gomes (1322-1327), 17.º Senhor do Porto
18. D. Vasco (I) Martins de Alvelos (1327/1328-1342), 18.º Senhor do Porto, depois bispo de Lisboa
19. D. Pedro (V) Afonso (1343-1357), 19.º Senhor do Porto
20. D. Afonso Pires de Soveral (1359-1372), 20.º Senhor do Porto
21. D. João (III) (1373-1389), 21.º Senhor do Porto
22. D. Martinho (III) Gil ou Martinho Egídio (1390), 22.º Senhor do Porto
23. D. João (IV) Afonso Esteves de Azambuja (1391-1398), 23.º Senhor do Porto
24. D. Gil Alma (1398-1407), 24.º e último Senhor do Porto
25. D. João (V) Afonso Aranha (1408-1414)
26. D. Fernando (III) da Guerra (1416-1417), antes bispo do Algarve e depois arcebispo de Braga
27. D. Vasco (II) (1421-1423)
28. D. Antão Martins de Chaves (1424-1447), cardeal
29. D. Gonçalo (I) Enes de Óbidos (1449-1453)
30. D. Luís Pires (1454-1464)
31. D. João (VI) de Azevedo (1465-1496)
32. D. Diogo (I) de Sousa (1496-1505), depois arcebispo de Braga
  - D. Diogo (II) Álvares da Costa (1505), sobrinho materno consanguíneo do cardeal de Alpedrinha, morreu sem tomar posse
33. D. António (I) Álvares da Costa (1505-1507), sobrinho materno consanguíneo do cardeal de Alpedrinha
34. D. Pedro (VI) Álvares da Costa (1507-1535), sobrinho materno consanguíneo do cardeal de Alpedrinha, também bispo de León e bispo de Osma
35. D. Belchior Beliago (1535-1536), depois bispo de Fez
36. D. Frei Baltasar Limpo, O.C.D. (1536-1550)
37. D. Rodrigo (I) Gomes Pinheiro (1552-1572)
38. D. Aires da Silva (1573-1578), "faleceu" em Alcácer Quibir
39. D. Simão de Sá Pereira (1579-1581)
40. D. Frei Marcos de Lisboa, O.F.M. (1581-1591)
41. D. Jerónimo (I) de Menezes (1592-1600)
42. D. Frei Gonçalo (II) de Morais (1602-1617
43. D. Rodrigo (II) da Cunha (1618-1627), depois arcebispo de Braga
44. D. Frei João (VII) de Valadares (1627-1635)
45. D. Gaspar do Rego da Fonseca (1635-1639)
  - D. Francisco Pereira Pinto (1640) (nomeado por D. Filipe III de Portugal, nunca chegou a tomar posse; a Sé Episcopal permaneceu oficialmente vaga até 1670, devido ao Papa não ter confirmado os dois bispos nomeados por D. João IV de Portugal)
  - D. Sebastião César de Menezes (1641-?), eleito mas não confirmado pelo Papa
  - D. Frei Pedro (VII) de Menezes (?-1670), eleito mas não confirmado pelo Papa
46. D. Nicolau Monteiro (1670-1672)
47. D. Fernando (IV) Correia de Lacerda (1673-1683)
48. D. João (VIII) de Sousa (1683-1696)
49. D. Frei José (I) de Santa Maria de Saldanha, O.F.M. (1697-1708)
50. D. Tomás de Almeida (1709 - 1716), depois Patriarca de Lisboa; Sé vaga até 1741)
  - D. Frei João (IX) Maria[desambiguação necessária] (1739), eleito mas não confirmado pelo Papa
51. D. Frei José (II) Maria da Fonseca de Évora, O.F.M. (1741-1752)
52. D. Frei António (II) de Távora (1757-1766)
53. D. Frei Aleixo de Miranda Henriques, O.P. (1770-1771)
54. D. João (X) Rafael de Mendonça (1771-1793)
55. D. Lourenço Manuel Correia de Sá e Benevides (1796-1798)
56. D. Frei António (III) de São José de Castro (1799-1814)
57. D. João (XI) de Magalhães e Avelar (1816-1833)
  - D. Frei Manuel de Santa Inês (1833), eleito mas não confirmado pelo Papa
58. D. Jerónimo (II) José da Costa Rebelo (1843-1854)
59. D. António (IV) Bernardo da Fonseca Moniz (1854-1859)
60. D. João (XII) de França Castro e Moura (1862-1868)
61. D. Américo Ferreira dos Santos Silva (1871-1899), cardeal
62. D. António (V) José de Sousa Barroso (1899-1918)
63. D. António (VI) Barbosa Leão (1919-1929)
64. D. António (VII) Augusto de Castro Meireles (1929-1942)
65. D. Agostinho de Jesus e Sousa (1942-1952)
66. D. António (VIII) Ferreira Gomes (1952-1982), antes bispo de Portalegre
67. D. Júlio Tavares Rebimbas (1982-1997)
68. D. Armindo Lopes Coelho (1997-2006)
69. D. Manuel (I) José Macário do Nascimento Clemente (2007-2013), depois Patriarca de Lisboa
70. D. António (IX) Francisco dos Santos (2014–2017)
71. D. Manuel (II) da Silva Rodrigues Linda (2018–presente), antes Bispo das Forças Armadas